# Hong Kong Open 2010 (golf)
Het Hong Kong Open 2010 - officieel het UBS Hong Kong Open 2010 - was een golftoernooi, dat liep van 18 tot en met 21 november 2010 en werd gespeeld op de Hong Kong Golf Club in New Territories. Het toernooi maakte deel uit van de Aziatische PGA Tour 2010 en de Europese PGA Tour 2010.
In 2009 won Fransman Grégory Bourdy. Hij kwam daarmee alsnog in de top 60 van de Race To Dubai en mocht een week later het Dubai World Championship spelen. Ook dit jaar is het Hong Kong Open het laatste toernooi voor het Dubai Kampioenschap.

## Verslag
De par van deze baan is 70.

### Ronde 1
Rory McIlroy is al twee keer op de 2de plaats geëindigd op dit toernooi, en staat na de eerste ronde achter de leider Mark Brown. Hij heeft onlangs gemeld dat hij na één jaar zijn lidmaatschap van de Amerikaanse Tour heeft ingeleverd, en dat hij liever op de Europese Tour speelt. Het gaat hem niet om het verre reizen, want hij speelt ook graag in Hong Kong, maar het gaat hem op de sfeer tijdens de toernooien, tussen de spelers.

### Ronde 2
Ian Poulter maakte tien birdies, een ronde van -10, en ging aan de leiding. Anthony Kang maakte -9, was tijdelijk clubhouse leader en eindigde ten slotte op de 2de plaats. De 3de plaats wordt gedeeld door McIlroy en Simon Dyson, tweevoudig winnaar van het KLM Open op de Kennemer Golf Club. Geen van de spelers van Hong Kong kwalificeerde zich voor het weekend, maar hun amateur Shinichi Mizuno haalde de beste score (73-70).

### Ronde 3
Ian Poulter heeft inmiddels drie rondes gespeeld zonder een enkele bogey te maken en kwam deze ronde met -6 binnen. Graeme McDowell maakte -7 en kwam op de 2de plaats.

### Ronde 4
Ian Poulter maakte een ronde van -3 hetgeen net goed genoeg was om de play-off met Simon Dyson en Matteo Manassero te vermijden. Matteo had een ronde van -8 gemaakt om die tweede plaats te bereiken.
| Eindstand | Naam              | R1 | Score | Nr  | R2 | Score | Totaal | Nr  | R3 | Score | Totaal | Nr | R4 | Score | Totaal |
| --------- | ----------------- | -- | ----- | --- | -- | ----- | ------ | --- | -- | ----- | ------ | -- | -- | ----- | ------ |
| 1         | Ian Poulter       | 67 | -3    | T23 | 60 | -10   | -13    | 1   | 64 | -6    | -19    | 1  | 67 | -3    | -22    |
| T2        | Simon Dyson       | 64 | -6    | 4   | 65 | -5    | -11    | T3  | 65 | -5    | -16    | 3  | 65 | -5    | -21    |
| T2        | Matteo Manassero  | 67 | -3    | T23 | 63 | -7    | -10    | T5  | 67 | -3    | -13    | T7 | 62 | -8    | -21    |
| 4         | Anthony Kang      | 67 | -3    | T23 | 61 | -9    | -12    | 2   | 67 | -3    | -15    | T4 | 65 | -5    | -20    |
| 5         | Graeme McDowell   | 65 | -5    | 6   | 65 | -5    | -10    | 5   | 63 | -7    | -17    | 2  | 68 | -2    | -19    |
| 6         | Rory McIlroy      | 63 | -7    | T2  | 66 | -4    | -11    | T3  | 66 | -4    | -15    | T4 | 67 | -3    | -18    |
| T7        | Jeev Milkha Singh | 63 | -7    | T2  | 67 | -3    | -10    | T5  | 66 | -4    | -14    | T6 | 67 | -3    | -17    |
| T16       | Mark Brown        | 62 | -8    | 1   | 69 | -1    | -9     | T19 | 65 | -5    | -14    | T6 | 71 | +1    | -13    |

## De spelers
| Europese Tour - Felipe Aguilar - Thomas Aiken - Thomas Bjørn - Grégory Bourdy - Mark Brown - Ariel Cañete - Christian Cévaër - Darren Clarke - Rhys Davies - Andrew Dodt - Nick Dougherty - David Drysdale - Simon Dyson - Johan Edfors - Niclas Fasth - Kenneth Ferrie - Richard Finch - Alastair Forsyth - Marcus Fraser - Ricardo González - Tano Goya - Anders Hansen - Søren Hansen - Grégory Havret - Peter Hedblom - Michael Hoey - David Horsey - David Howell - Jeppe Huldahl - Miguel Ángel Jiménez - Michael Jonzon - Anthony Kang - Simon Khan - Søren Kjeldsen | - José Manuel Lara - Pablo Larrazábal - Thomas Levet - Shane Lowry - Jean-François Lucquin - Mikael Lundberg - Matteo Manassero - Gareth Maybin - Graeme McDowell - Paul McGinley - Ross McGowan - Damien McGrane - Rory McIlroy - Colin Montgomerie - James Morrison - Christian Nilsson - Alexander Norén - Hennie Otto - Ian Poulter - Richie Ramsay - Robert Rock - Charl Schwartzel - Graeme Storm - Scott Strange - Daniel Vancsik - Steve Webster - Oliver Wilson - Chris Wood - Y E Yang Sponsor Invitaties - Stephen Gallacher - John Daly - Paul Lawrie - Young Nam | Nationale en Regionale Orders of Merit - Scott Barr - Darren Beck - Kunal Bhasin - Gaganjeet Bhullar - Marcus Both - Tony Carolan - Yih-Shin Chan - Danny Chia - S S P Chowrasia - Udorn Duangdecha - Gavin Flint - Mark Foster - Ben Fox - David Gleeson - Simon Griffiths - Keith Horne - Shaaban Hussin - In-choon Hwang - Kodai Ichihara - Thongchai Jaidee - David S Johnson - Pariya Junhasavasdikul - Shiv Kapur - Rikard Karlberg - Peter Karmis - Dae-hyun Kim - Jason Knutzon - Jbe' Kruger - Rick Kulacz - Anirban Lahiri - Chih-bing Lam - Antonio Lascuna - Sung Lee - Ben Leong - Wen-chong Liang | - Wen-hong Lin - Wen-tang Lin - Wei-chih Lu - Mardan Mamat - Prom Meesawat - Joong-kyung Mo - C Muniyappa - Chapchai Nirat - Seung-yul Noh - Juvic Pagunsan - Unho Park - Chinnarat Phadungsil - Chawalit Plaphol - Mars Pucay - Mark Purser - Angelo Que - Himmat Rai - Jyoti Randhawa - Chris Rodgers - Gerald Rosales - Matthew Rosenfeld - A Siddikur - Digvijay Singh - Jeev Milkha Singh - Thammanoon Srirot - Iain Steel - Kwanchai Tannin - Thaworn Wiratchant - Lian-wei Zhang - Derek Fung - Woon Man Wong - Jovick Lee - C J Gatto - Alexander Cheng - William Fung - Timothy Tang - Shinichi Mizuno (AM) |